# Nils Budde
Nils Budde (Ratzeburgo, 20 de septiembre de 1981) es un deportista alemán que compitió en remo. Ganó una medalla de bronce en el Campeonato Mundial de Remo de 2004, en la prueba de cuatro scull ligero.

## Palmarés internacional
| Campeonato Mundial | Campeonato Mundial | Campeonato Mundial | Campeonato Mundial  |
| Año                | Lugar              | Medalla            | Prueba              |
| ------------------ | ------------------ | ------------------ | ------------------- |
| 2004               | Bañolas (España)   | Medalla de bronce  | Cuatro scull ligero |